# Dolnja Počehova
Dolnja Počehova – wieś w Słowenii, w gminie Pesnica. W 2018 roku liczyła 289 mieszkańców.